# Stack of Arms
Stack Of Arms (腕の積み重ね, Sutakku Of Arms), era um equipa na face na All Japan Pro Wrestling (AJPW) e Wrestle-1. Formada pelo Masakatsu Funaki. A equipa foi separada em 08 de setembro de 2013, quando o Masayuki Kono traiu o Masakatsu Funaki, atacando o seu mentor com a ajuda do Kohei Sato e do Ryoji Sai.

## Historia

### All Japan Pro Wrestling (2011-2013)
Em 21 de dezembro de 2011 Tanaka, em conjunto com o Masakatsu Funaki e o Masayuki Kono formaram um grupo chamado Stack of Arms.
O grupo tentou iniciar uma forte vitória na AJPW Júnior Tag League de 2012, mas falharam na sua tentativa, nem mesmo ao receber através dos estágios iniciais. A partir deste ponto, Em 26 de agosto de 2012 Masakatsu Funaki derrotou o Jun Akiyama num combate que durou menos de cinco minutos para se tornar o 45º Triple Crown Heavyweight Champion.
Os Stack of Arms tiveram uma rixa contra a o grupo Team Destruction (Kaz Hayashi, Shuji Kondo e Suwama). Quando Koji Kanemoto juntou-se aos Stack of Arms em outubro de 2012, as suas fortunas viraram-se, e o Koji Kanemoto e o Minoru Tanaka derrotaram o Kazushi Miyamoto e Tomoaki Honma para ganhar os desocupados All Asia Tag Team Championship.
Em 26 de janeiro de 2013, Kanemoto e Tanaka, chamaram-se Junior Stars, mas ainda parte dos Stack of Arms, e perderam os títulos para o Hikaru Sato e o Hiroshi Yamato mas eles ganharam os titulos de volta em menos um mês mais tarde. O seu segundo reinado terminou no dia 25 de abril de 2013, quando foram derrotados pelos Burning (Atsushi Aoki e o Kotaro Suzuki). Em 30 de junho, o Minoru Tanaka, desafiou o Yoshinobu Kanemaru pelo World Junior Heavyweight no seu último combate na AJPW e perdeu o combate.
Em junho de 2013, o Minoru Tanaka, em conjunto com o resto dos Stack of Arms, anunciaram a sua demissão da All Japan por lealdade ao Keiji Mutoh devido a Nobuo Shiraishi assumir o cargo de presidente da All Japan Pro Wrestling.

### Wrestle-1 (2013)
A equipa Lutou alguns combates na Wrestle-1.
Até que no dia de 08 de setembro de 2013 a equipa separou-se, quando o Masayuki Kono traiu o Masakatsu Funaki, atacando-o com uma cadeira de aço e com ajuda do Kohei Sato e do Ryoji Sai.

## Títulos e Prémios
- All Japan Pro Wrestling
  - Triple Crown Heavyweight Championship (1 vez) - Funaki
  - All Asia Tag Team Championship (2 vezes) – Tanaka e Kanemoto

## Referencias
- http://www.cagematch.net/?id=29&nr=1120

## Ligações Externas
- http://www.cagematch.net/?id=29&nr=1120